# 威爾伯山
86°58′S 152°37′W / 86.967°S 152.617°W
威爾伯山是南極洲的山峰，位於紐西蘭羅斯屬地，屬於毛德王后山脈的一部分，處於威弗山以東3.2公里，該山峰在1934年12月由美國探險隊發現。